# Haverfordwest County AFC
Haverfordwest County Association Football Club (velšsky Clwb Pêl-droed Hwlffordd) je velšský fotbalový klub se sídlem v Haverfordwestu ve Walesu. Hraje v Cymru Premier, nejvyšší velšské soutěži. V sezóně 2025/2026 se klub kvalifikoval do Konferenční ligy UEFA a Juniorské ligy UEFA.
Klub byl založen v roce 1899 a před přijetím současného jména nesl názvy Haverfordwest FC, Haverfordwest Town a Haverfordwest Athletic. Hraje na Ogi Bridge Meadow Stadium v Haverfordwestu, který pojme 2 100 diváků.

## V evropských soutěžích
| Sezóna    | Soutěž                         | Fáze        | Soupeř                      | 1. zápas | 2. zápas | Celkem       |
| --------- | ------------------------------ | ----------- | --------------------------- | -------- | -------- | ------------ |
| 2004/2005 | Pohár UEFA                     | 1. předkolo | Fimleikafélag Hafnarfjarðar | 0:1      | 1:3      | 1:4          |
| 2023/2024 | Evropská konferenční liga UEFA | 1. předkolo | Shkëndija                   | 0:1      | 1:0 pp.  | 1:1 (3:2 p.) |
| 2023/2024 | Evropská konferenční liga UEFA | 2. předkolo | B36 Tórshavn                | 1:2      | 1:1 pp.  | 2:3          |
| 2025/2026 | Konferenční liga UEFA          | 1. předkolo | Floriana                    | 1:2      | 2:3      | 3:5          |